# Palm Shores
Palm Shores város az USA Florida államában, Brevard megyében. Lakosainak száma 1200 fő (2020. április 1.).

## Népesség
A település népességének változása:

| 2010 | 900   |
| 2020 | 1 200 |